# Onthophagus pseudoliberianus
Onthophagus pseudoliberianus es una especie de insecto del género Onthophagus, familia Scarabaeidae, orden Coleoptera.

Fue descrita científicamente por Moretto en 2010.